# La Ligne noire
Cet article possède un paronyme, voir Linea nigra.
La Ligne noire est le cinquième roman de Jean-Christophe Grangé. Il est paru en mai 2004 aux Éditions Albin Michel et constitue le premier volet d'une trilogie consacrée à la « compréhension du mal sous toutes ses formes ».

## Résumé
Un polar dont l'action se déroule en Asie du Sud-Est (Malaisie, Cambodge, Thaïlande...), mais aussi dans le monde du journalisme et dans celui des condamnés à mort.

## Éditions
Édition imprimée originale
- Jean-Christophe Grangé, La Ligne noire : roman, Paris, éd. Albin Michel, 5 mai 2004, 506 p., 24 cm (ISBN 2-226-15109-5, BNF 39185125)

Livre audio
- Jean-Christophe Grangé, La Ligne noire, La Roque-sur-Pernes, éd. VDB, 1er octobre 2004 (ISBN 978-2-84694-226-3, BNF 40226908)Texte intégral ; narrateurs : Véronique Groux de Miéri et José Heuzé ; musique : Thierry Duhamel ; support : 13 disques compacts audio ; durée : 16 h 2 min environ ; référence éditeur : Livres audio V.D.B. VDB056. Réédité ultérieurement sous forme d'un disque compact audio MP3.

Édition au format de poche
- Jean-Christophe Grangé, La Ligne noire, Paris, Librairie générale française, coll. « Le Livre de poche » (no 37149), 7 juin 2006, 606 p., 18 cm (ISBN 2-253-11659-9, BNF 40158323)